# 易安华

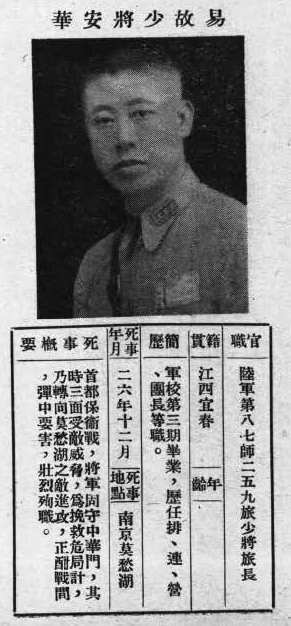
《抗戰軍人忠烈錄》（第一輯）中的易安華烈士遺像

易安华（1900年—1937年），字福如，号济沈，江西宜春人，中国国民党党员，中华民国国民革命军陆军少将。

## 生平
易安华生于1900年4月2日，肄业于江西省立第八中学，于1925年，第一次国共合作时期，前往广州并考入黄埔军校第三期宪兵科。毕业后，担任中央宪兵团排长。1926年，以陆军总部学兵团中尉排长之职随军北伐。1927年，因表现突出擢升中尉连长，任浙江省补充团连长。1928年，易安华进入南京中央陆军军官学校学习。1929年入中央教导队学习，结业后留任教导团连长。1930年，随部参加中原大战，固守杞县雷寨，以一连之众，挫敌数千，后连升少校营长、中校副团长。此后，教导团先后改编为警卫师、第八十七师，易安华于第八十七师中任中校副团长。1932年1月28日，日军进攻上海，第八十七师奉命开赴上海作战。此时，易安华任八十七师二六一旅五二二团中校副团长。此役中，该团接防蕰藻浜、张华浜一线防线，配合友军击退日军第三次总攻，取得庙行大捷。1933年冬，升任第八十七师第五二二团上校团长。1937年8月13日，淞沪会战。易安华随八十七师奉命驻守闸北，因身先士卒，指挥有方，升任第八十七师二五九旅少将旅长。上海失陷后，11月下旬，易安华所部奉命退守南京，防守光华门外复廓阵地。

### 阵亡经过
1937年12月，易安华所部奉命驻守光华门、通济门一线。此前，易安华将妻子及3个孩子送回宜春老家送别时，叮嘱道：“汝等领我的抚恤金，赡养家小”，又有赠言，曰“不灭倭寇，誓不生还。国将不保，何以家为？吾妻存之。”12月10日上午，日军炮轰光华门城门，小部分日军突入南京城内。二五九旅奋勇反击，易安华亲率一个加强团向光华门东北方向的敌阵穿插。八十七师二六一旅旅长陈颐鼎则率两个加强营由光华门北侧向南猛攻。此时，日军入城先锋被夹在城墙和易、陈两部之间，易、陈二部又被夹在日军前锋与日军后援之间。经过一昼夜的血战，入城日军遭全歼。中国军队重夺光华门阵地。此次战斗后，易安华虽头部、腰部、臂部等5处负伤仍坚持不撤离，说：“我是堂堂的中国军人，决不偷生而负国负民，我誓与将士们同生死，与阵地共存亡。”12月12日，光华门右翼雨花台阵地失守，左翼中山门阵地亦被日军突破，易安华旅三面受敌，易安华指挥部队向唯一缺口莫愁湖方向突围，途中易安华腰部中弹身亡，遗体滚入了护城河，卒年37岁。遗体最终未运出南京城。同日於南京阵亡的將領还有宪兵副司令蕭山令中将，156师参谋长姚中英少将，160师参谋长司徒非少将等。

## 评价
1938年春，江西宜春民眾獲知易安华罹难消息，在箭道里为他举行万人追悼大会，以灯草束装作为衣冠冢，葬于宜春八景之一的化成岩南麓，供后世瞻仰。是时，蒋介石、张治中等国民政府军政要员纷纷寄电悼唁。
1986年，江西省人民政府追认他为“革命烈士”。